# Парламент Сент-Люсії
Парламент Сент-Люсії (англ. Parliament of Saint Lucia) — законодавчий орган Сент-Люсії.

## Склад
Сучасний парламент складається з двох палат:
- Верхня палата — Сенат Сент-Люсії (англ. Senate of Saint Lucia). 11 місць. 6 сенаторів призначаються за рекомендацією прем'єр-міністра, 3 — за рекомендацією лідера опозиції, 2 — за рекомендацією релігійних, економічних і соціальних груп.
- Нижня палата — Асамблея Сент-Люсії (англ. House of Assembly of Saint Lucia). 17 депутатів, що обираються населенням на 5-річний термін[1].